# Sukarame (Balik Bukit)
Sukarame is een bestuurslaag in het regentschap Lampung Barat van de provincie Lampung, Indonesië. Sukarame telt 3087 inwoners (volkstelling 2010).